# SN 2000fa
SN 2000fa – supernowa typu Ia odkryta 14 grudnia 2000 roku w galaktyce UGC 3770. Jej maksymalna jasność wynosiła 15,99m.